# باه نداو
باه نداو (بالفرنسية: Bah Ndaw)‏ (مواليد 23 أغسطس 1950) هو ضابط عسكري مالي. شغل منصب رئيس مالي منذ 25 سبتمبر 2020. بين مايو 2014 ويناير 2015 كان وزيرا للدفاع.

## حياته المُبكّرة والدراسة
ولد نداو في 23 أغسطس 1950 بمدينة سان في مالي. التحق بالقوات المسلحة المالية كمتطوع في عام 1973 وتخرج من المدرسة الحربية المشتركة في كوليكورو في العام نفسه. في عام 1974 تم إرساله إلى الاتحاد السوفيتي لتلقي التدريب على طائرات الهليكوبتر.

## المسار العسكري والسياسي
في عام 1977 أصبح نداو عضوا في القوات الجوية المالية. كما عمل مساعدا للرئيس المالي موسى تراوري. في عام 1994 تخرج من المدرسة العسكرية في باريس. شغل منصب رئيس أركان القوات الجوية المالية، ونائب رئيس أركان الحرس الوطني المالي. منذ عام 2008 حتى تقاعده في عام 2012 كان رئيسًا لمكتب شؤون المحاربين القدامى وضحايا الحرب. تقاعد برتبة عقيد.
في 28 مايو 2014، خلف نداو سوميلو بوبي مايجا وزيرًا للدفاع في عهد الرئيس إبراهيم أبو بكر كيتا. خلال فترة وجوده في منصبه وقّع اتفاقية دفاع مع فرنسا. كما عمل على إعادة تنظيم القوات المسلحة المالية. ترك منصبه في يناير 2015 بسبب عدم موافقته على بعض الشروط المتعلقة بدمج المقاتلين السابقين الهاربين المنصوص عليها في معاهدة الجزائر (2015).
بعد الانقلاب المالي في 21 سبتمبر 2020، تم تعيين نداو رئيسًا من قبل مجموعة من 17 ناخبًا، مع تعيين أسيمي غويتا نائبًا للرئيس. ومن المقرر أن تترأس حكومتهم المؤقتة 18 شهرًا بعد الانقلاب المالي. وأشاد الزعيم السلفي محمود ديكو بترشيحه لمنصب الرئيس. كما دعم قادة «حركة 5 يونيو - تجمع القوى الوطنية» (الفاعل الرئيسي في الاحتجاجات المالية 2020) ترشيح نداو. شغل نداو منصبه منذ 25 سبتمبر.
بعد توليه منصبه رسميًا، صرّح نداو أنه سيحارب الفساد والتزوير الانتخابي واحترام الاتفاقيات الدولية التي تم التوصل إليها سابقًا. كما أشار إلى أنه سيواصل القتال ضد القوات الإرهابية ومنع الإساءة للمدنيين من قبل القوات المسلحة المالية. بعد تنصيب نداو، صرّح جان كلود برو، رئيس المجموعة الاقتصادية لدول غرب إفريقيا (إيكواس)، أن الإيكواس لن ترفع الحظر المفروض على مالي إلا إذا تم تعيين رئيس وزراء مدني من قبل نداو.

## اعتقاله
في 24 مايو 2021، اعُتقل باه نداو مع رئيس الوزراء مختار وان من قبل ضباط في الجيش واقتيدا إلى قاعدة كاتي العسكرية قرب العاصمة باماكو.